# Heloderma
Heloderma – rodzaj jaszczurek z rodziny helodermowatych (Helodermatidae), obejmujący jedynych żyjących współcześnie przedstawicieli tej rodziny oraz kladu Monstersauria.

## Zasięg występowania
Rodzaj obejmuje gatunki występujące w południowo-zachodnich Stanach Zjednoczonych, Meksyku i Gwatemali. 

## Systematyka

### Etymologia
Heloderma (Holoderma): gr. ἡλος hēlos „guz, ćwiek”; δερμα derma, δερματος dermatos „skóra”; w aluzji do osadzonych w skórze osteoderm.

### Podział systematyczny
Nazwa Heloderma została ukuta w 1829 roku przez Wiegmanna jako nowa nazwa rodzajowa dla helodermy meksykańskiej, opisanej początkowo jako Trachyderma horridum. Znanych jest 6 gatunków należących do tego rodzaju, w tym jeden wymarły. Przez wiele lat zaliczano do niego również gatunek Lowesaurus matthewi (wówczas Heloderma matthewi), jednak w 1986 roku został on przeniesiony przez Pregilla i współpracowników do odrębnego rodzaju Lowesaurus. W 2008 roku Conrad zdefiniował nazwę Heloderma jako odnoszącą się do kladu obejmującego ostatniego wspólnego przodka gatunków H. suspectum, H. horridum i H. texana i wszystkich jego potomków. Według analiz filogenetycznych przeprowadzonych przez Conrada i współpracowników (2010) wszystkie te trzy gatunki znajdują się w politomii. Conrad (2008) zasugerował jednak, że H. suspectum i H. horridum są spokrewnione bliżej ze sobą niż z H. texana. W 2013 roku Reiserer et al. podnieśli wszystkie cztery podgatunki H. horridum do rangi osobnych gatunków i to ujęcie systematyczne przyjęła The Reptile Database.
Analiza molekularna przeprowadzona przez Douglasa i współpracowników (2010) sugeruje, że ostatni wspólny przodek współczesnych heloderm żył w późnym eocenie, ponad 35 mln lat temu. Do rodzaju należą następujące występujące współcześnie gatunki:
- Heloderma alvarezi Bogert & Martín del Campo, 1956
- Heloderma charlesbogerti Campbell & Vannini, 1988
- Heloderma exasperatum Bogert & Martín del Campo, 1956
- Heloderma horridum (Wiegmann, 1829) – heloderma meksykańska
- Heloderma suspectum Cope, 1869 – heloderma arizońska

oraz gatunek wymarły:
- Heloderma texana Stevens, 1977